# وثائق عملية إسقاط النظام في العراق (2003)
وثائق عملية غزو العراق 2003 عبارة عن حوالي 48 ألف صندوق من الوثائق وأشرطة الصوت وأشرطة الفيديو التي اكتشفها الجيش الأمريكي أثناء غزو العراق عام 2003. وتعود هذه الوثائق إلى فترة الثمانينيات وحتى فترة ما بعد صدام. وفي مارس/آذار 2006، أتاحت الحكومة الأميركية، بناء على حث أعضاء الكونجرس، الوثائق عبر الإنترنت على موقع مكتب الدراسات العسكرية الأجنبية التابع لها، وطلبت من المترجمين العرب في جميع أنحاء العالم المساعدة في الترجمة.
وفي أوائل نوفمبر/تشرين الثاني 2006، أزيلت المجموعة بأكملها من الوثائق. وذكرت تقارير إعلامية أن الموقع أغلق بسبب مخاوف أمنية تتعلق بنشر مخططات معقدة ومعلومات أخرى تتعلق بتصميم الأسلحة النووية قبل حرب الخليج عام 1991.

## الأصول
وقيل إن البعثيين كانوا "حافظي سجلات دقيقين". وقد عُثر على الوثائق في مكاتب حكومية في العراق وأفغانستان. وقد نشأ نقاش داخل الحكومة بشأن ما إذا كان ينبغي نشر هذه الوثائق للعامة. وبما أن الوثائق لم تكن متاحة للعلن من خلال القنوات العادية، فقد بدأت بعض الوثائق تتسرب من خلال قنوات غير تقليدية.
صدرت المجموعة الأولى من الوثائق إلى إحدى وسائل الإعلام عبر الإنترنت والتي تسمى خدمة أخبار سايبركاست [الإنجليزية].[بحاجة لمصدر] ثم صدرت مجموعة ثانية من الوثائق إلى مؤتمر قمة الاستخبارات، وهو مؤتمر استخباراتي دولي أسفر عن تقرير لشبكة ABC عن بعض الأشرطة الصوتية لصدام حسين وهو يتحدث إلى كبار مسؤوليه. وأشارت المتحدثة باسم جون نيجروبونتي، مدير الاستخبارات الوطنية، إلى أن "محللي الاستخبارات من وكالة الاستخبارات المركزية ووكالة استخبارات الدفاع راجعوا الترجمات ووجدوا أنه على الرغم من كونها رائعة من منظور تاريخي، فإن الأشرطة لا تكشف عن أي شيء يغير تحليلهم لما بعد الحرب لبرامج الأسلحة العراقية، ولا تغير النتائج الواردة في تقرير مجموعة المسح الشامل للعراق".
ووصف عضو الكونجرس بيت هوكسترا، رئيس لجنة الاستخبارات في مجلس النواب، الأساس المنطقي للكشف العام عن الوثائق على النحو التالي:
"إننا نأمل في إطلاق العنان لقوة الإنترنت، وقوة المدونات الإلكترونية، حتى نتمكن من الاطلاع على هذه الوثائق وتزويدنا بفهم أفضل لما كان يحدث في العراق قبل الحرب".
في البداية حاول نيجروبونتي تأخير إصدار الوثائق، لكنه خفف من معارضته للإفراج عنها بعد المحادثات التي أجراها مع هوكسترا. أصدر الرئيس بوش توجيهاته إلى نيجروبونتي بإطلاق سراح الوثائق، وبدأت عملية إتاحتها ببطء حتى حُذفت من الإنترنت في نوفمبر/تشرين الثاني 2006 بسبب المخاوف الأمنية (انظر أدناه).
أصدر الموقع تحذيرًا مفاده:
ولم تتخذ حكومة الولايات المتحدة أي قرار بشأن صحة المستندات، أو صحة المعلومات الواردة فيها أو دقتها الواقعية، أو جودة أي ترجمات، عندما تكون متاحة.
في حين بذلت الحكومة جهوداً لإبقاء التزويرات المعروفة خارج مجموعة الوثائق المنشورة على شبكة الإنترنت، لاحظ أحد كبار مسؤولي الاستخبارات أن "قاعدة البيانات تضمنت "قدراً لا بأس به من التزويرات"، التي باعها محتالون عراقيون أو اخترعها عراقيون معارضون لصدام حسين". وقد تناول تحقيق أجراه الكونجرس العديد من المخاوف المتعلقة بدقة الوثائق في السادس من إبريل/نيسان 2006 ورغم أن المراجعات المتعددة التي تهدف إلى إبعاد التزويرات لا ترقى إلى مستوى ضمان الأصالة، إلا أنه يبدو أن جهوداً صادقة بُذلت لتطهير قاعدة البيانات من التزويرات.
ووفقاً لستيفن أفترجود من اتحاد العلماء الأميركيين، فإن الإفراج عن الوثائق "يبدو وكأنه محاولة لاكتشاف مبرر رجعي للحرب في العراق". وحذر البنتاجون من أن الحكومة "لم تتخذ أي قرار بشأن صحة الوثائق، أو صحة أو دقة المعلومات الواردة فيها، أو جودة أي ترجمات، عندما تكون متاحة". وتشير صحيفة لوس أنجلوس تايمز إلى أن "الوثائق لا يبدو أنها تقدم أي دليل جديد على نشاط غير مشروع من جانب حسين، أو تلمح إلى الاستعدادات للتمرد الذي أعقب الغزو".
وفي تقرير أصدرته لجنة الاستخبارات في مجلس الشيوخ التي يسيطر عليها الجمهوريون في سبتمبر/أيلول 2006، خلصت إلى أن " وكالة استخبارات الدفاع، التي تقود جهود استغلال الوثائق (DocEx) التي كشف عنها في العراق، أخبرت موظفي اللجنة أن أكثر من 120 مليون صفحة من الوثائق التي استردت في العراق خضعت لمراجعة أولية بحثاً عن معلومات استخباراتية. [...] وقد صرح مسؤولو وكالة استخبارات الدفاع صراحة بأنهم لا يعتقدون أن عملية المراجعة الأولية أغفلت أي وثائق ذات أهمية كبرى فيما يتصل بروابط العراق بالإرهاب. وخلال مقابلة مع موظفي اللجنة، أشار المحلل الرئيسي في وكالة استخبارات الدفاع الذي يتابع قضية الروابط المحتملة بين الحكومة العراقية وتنظيم القاعدة إلى أن وكالة استخبارات الدفاع "ما زالت تؤكد على عدم وجود شراكة بين المنظمتين".

## تحليل النهج
إن نشر الوثائق عبر الإنترنت للحصول على مساعدة المترجمين في جميع أنحاء العالم كانت فكرة طرحها عضو الكونجرس بيت هوكسترا. ولكن بعد حذف الوثائق من الإنترنت، ألقى النائب هوكسترا باللوم على الإدارة لاتباعها هذه النصيحة: "حسنًا، كما تعلمون، لدينا عملية قائمة. ويبدو أنهم أخطأوا".
قال لاري جونسون، الخبير السابق في مكافحة الإرهاب بوكالة الاستخبارات المركزية ووزارة الخارجية الأميركية: "إن الأمر أشبه بوضع الأسلحة النارية في أيدي الأطفال. والمشكلة هي أن الوثائق التي لا تحتوي على سياق لن تخبرك بالكثير". كما أشار جونسون إلى أن "هذا يشكل أيضاً اتهاماً لمجتمع الاستخبارات. فهم لا يملكون الموارد... وليس لديهم الوقت الكافي لفحص هذه الأشياء".
وأشار خبراء آخرون إلى أن المشكلة تكمن في أن المدونين سوف يختارون المعلومات من الوثائق لتعزيز وجهات نظرهم الخاصة دون وضع المعلومات التي يجدونها في سياق تاريخي عام. وقد أشار إلى هذا مايكل شوير، الخبير السابق في شؤون الإرهاب في وكالة الاستخبارات المركزية الأميركية، في مقابلة مع صحيفة نيويورك تايمز : "لا توجد مراقبة للجودة. وسوف تجد هناك رجالاً لديهم قدر ضئيل من اللغة العربية يستخلصون كل أنواع الاستنتاجات المجنونة. وسوف يختار راش ليمبو من اليمين ما هو أفضل، وسوف يختار آل فرانكن من اليسار ما هو أفضل".
وقال أستاذ التاريخ فريتز أومباخ إن الأرشيف الوثائقي كان مليئا "بمواد جهادية مثيرة للاهتمام" لا علاقة لها بالحرب في العراق، وأورد أمثلة محددة. في مقال نشره موقع Salon.com، يزعم أومباك أنه حدد "نحو 40 ملفاً لا علاقة لها بالعراق على الإطلاق، أو لا ترتبط إلا بعناصر جهادية من التمرد الذي بدأ بعد سقوط صدام". ويشير أيضاً إلى أن موقع الأرشيف كان مرتبطاً "بقاعدة بيانات غير ذات صلة على الإطلاق لمواد تنظيم القاعدة"، وهي قاعدة بيانات هارموني، الأمر الذي خلق حالة من الارتباك بشأن وثائق تشير إلى وجود صلة بين العراق وتنظيم القاعدة. يكتب أومباك: "سواء كان ذلك متعمداً أم لا، فإن خلط المواد وتشويشها كان أكثر من كافٍ لإقناع المدونين من اليمين السياسي بأن هناك، كما أصر المسؤولون في إدارة بوش، روابط عملياتية بين العراق في عهد صدام وتنظيم القاعدة".

## مشروع وجهات نظر عراقية
بعد سقوط بغداد، أصدرت قيادة القوات المشتركة الأمريكية أمراً بإجراء دراسة حول العمليات الداخلية وسلوك نظام صدام، والتي يشار إليها باسم مشروع وجهات النظر العراقية. وقد استند مؤلفو الدراسة إلى العديد من وثائق تحرير العراق، إلى جانب مقابلات مع العشرات من كبار القادة العسكريين والسياسيين العراقيين الأسرى، ولخصوا النتائج الرئيسية للدراسة في مقال في مجلة الشؤون الخارجية، كما جعلوا تقريرهم الكامل متاحًا.
وتمثل نتائج الدراسة تحليلاً للعديد من وثائق تحرير العراق والمقابلات ذات الصلة. وعلى وجه الخصوص، خلص المشروع إلى ما يلي:
- إن حكومة صدام السرية والاستبدادية، إلى جانب جنونه، جعلت الجيش العراقي غير مستعد على الإطلاق للصراع مع قوات التحالف؛
- لقد أخطأ صدام بشكل فادح في تقدير قدرة اتصالاته مع الحكومات الروسية والفرنسية والصينية وغيرها على منع العمل العسكري ضد العراق،
- ورغم أن العراق لم يكن يمتلك أسلحة دمار شامل على الأرجح، فإن رغبة صدام في الحفاظ على الغموض بشأن هذه القضية، إلى جانب سرية حكومته ومحاولاته السابقة لخداع مفتشي الأمم المتحدة، جعلت من الصعب على العراق إقناع العالم بأنه نزع سلاحه. لمزيد من المعلومات، انظر مشروع وجهات نظر عراقية.

وتشير الدراسة أيضاً إلى وثائق تثبت أن الأدلة الرئيسية التي قدمها كولن باول للأمم المتحدة في فبراير/شباط 2003 تعرضت لتفسير خاطئ للغاية من جانب الحكومة الأميركية. وقد أعيد النظر في الأشرطة الصوتية التي استمع إليها باول أثناء عرضه، والتي استشهد بها كدليل على محاولات العراق التحايل على لوائح الأمم المتحدة المتعلقة بأسلحة الدمار الشامل، وذلك في ضوء الوثائق الجديدة. وفقا لمؤلفي الدراسة:
ومن عجيب المفارقات أن بعض الإجراءات التي نتجت عن سياسة التعاون الجديدة التي انتهجها صدام ساعدت في واقع الأمر على تعزيز قضية التحالف في صالح الحرب. وعلى مر السنين، تمكنت أجهزة الاستخبارات الغربية من الحصول على العديد من الاتصالات الداخلية العراقية، ومن بينها مذكرة صادرة في عام 1996 من مدير جهاز الاستخبارات العراقي يوجه فيها جميع المرؤوسين إلى "التأكد من عدم وجود أي معدات أو مواد أو أبحاث أو دراسات أو كتب تتعلق بتصنيع الأسلحة المحظورة (الكيميائية والبيولوجية والنووية والصواريخ) في مواقعكم". وعندما ذهب مفتشو الأمم المتحدة إلى مواقع الأبحاث والتخزين هذه، اكتشفوا حتماً أدلة متبقية على وجود برامج مرتبطة بأسلحة الدمار الشامل. وفي عام 2002، على سبيل المثال، عندما اعترضت الولايات المتحدة رسالة بين اثنين من قادة فيلق الحرس الجمهوري العراقي يناقشان إزالة عبارة "العوامل العصبية" من "التعليمات اللاسلكية"، أو علمت بتعليمات "تفتيش المنطقة المحيطة بمعسكر المقر و[الوحدة] بحثاً عن أي عوامل كيميائية، والتأكد من خلو المنطقة من الحاويات الكيميائية، وكتابة تقرير عن ذلك"، نظر المحللون الأميركيون إلى هذه المعلومات من خلال منظور عقد من الخداع السابق. ولم يكن لديهم أي وسيلة لمعرفة أن المعلومات هذه المرة تعكس محاولة النظام التأكد من امتثاله لقرارات الأمم المتحدة. إن ما كان من المفترض أن يمنع الشكوك انتهى إلى تعميقها.

## إغلاق الموقع
أزال مكتب مدير الاستخبارات الوطنية الوثائق من الإنترنت في نوفمبر/تشرين الثاني 2006. وكانت الحكومة الأميركية قد تلقت بالفعل تحذيرات بشأن محتوى الموقع من الوكالة الدولية للطاقة الذرية، التي كانت قلقة بشكل خاص بشأن وثائق حساسة تتعلق بالبرنامج النووي العراقي قبل عام 1991، ولكن لم تتم إزالة الوثائق حتى أبلغت صحيفة نيويورك تايمز الحكومة بأنها ستنشر مقالاً عن المواد الحساسة. وقد أطلقت صحيفة نيويورك تايمز على هذه المواد اسم "المقدمة النووية" لأنها تضمنت نحو اثنتي عشرة وثيقة باللغة العربية تحتوي على "مخططات ورسوم بيانية ومعادلات وروايات مطولة عن بناء القنابل، يقول الخبراء النوويون الذين اطلعوا عليها إنها تتجاوز ما هو متاح في أماكن أخرى على شبكة الإنترنت وفي المنتديات العامة الأخرى. على سبيل المثال، تقدم هذه الوثائق معلومات مفصلة عن كيفية بناء دوائر إطلاق القنابل النووية وتفجير المتفجرات، فضلاً عن النوى المشعة للقنابل الذرية". وكان الخوف هو أن هذه الوثائق من شأنها أن تكشف أسرار العراق النووية لإيران وبالتالي تساعد برنامج أسلحة الدمار الشامل الإيراني.
وانتقد البعض صحيفة التايمز لنشرها المقال.[بحاجة لمصدر] ولكن جوزيف سيرينسيوني، مدير منع الانتشار النووي في مركز التقدم الأميركي، أشار إلى أن صحيفة نيويورك تايمز لم تنشر الوثائق على الإنترنت: "الصحفيون هم الأبطال. لقد تمكنوا من سحب الوثائق. وهذا ما نريد أن يفعله صحفيونا، وهو كشف مثل هذه الانتهاكات للسلطة. لقد أصر رئيس اللجنة هوكسترا ورئيس اللجنة روبرتس، على الرغم من كل الأدلة، وضد كل ما نعرفه، وضد ما أخبرنا به ديفيد كاي، وما أخبرتنا به مجموعة مسح العراق، على أنه لم يكن هناك أسلحة نووية أو كيميائية أو بيولوجية في العراق. لقد كانا يائسين في محاولة إثبات هذه القضية، وتبرير هذه الحرب الباهظة التكلفة والكارثية بطريقة ما. إن تعصبهم هو الذي تسبب في الضرر، وليس الصحافة الاستقصائية".

## حول المستندات المختارة
وقد نشرت العديد من الأخبار حول بعض الوثائق بعد إصدارها.
- ترجمت الوثيقة BIAP 2003-000654 بواسطة جوزيف شهدا ونشر مقال في المعيار الأسبوعي [الإنجليزية].[16] الوثيقة عبارة عن مذكرة من قائد قاعدة جوية عراقية يطلب فيها قائمة "بأسماء الراغبين في التطوع في مهمة انتحارية لتحرير فلسطين وضرب المصالح الأمريكية".[بحاجة لمصدر]
- الوثيقة IZSP-2003-00001122[وصلة مكسورة]، يحمل توقيع أحد مسؤولي حزب البعث، يشير إلى أن العراقيين كانوا قلقين بشأن قيام الأميركيين بتهريب وزرع أسلحة الدمار الشامل (وبشكل خاص مختبرات الأسلحة المتنقلة) من أجل تبرير الغزو.[17]

## روابط خارجية
- مكتب الدراسات العسكرية الخارجية مركز استخبارات الاحتياطي المشترك.
- مجلس النواب الأمريكي. لجنة العلاقات الدولية. اللجنة الفرعية للرقابة والتحقيقات. جلسة استماع حول " الوثائق العراقية: لمحة عن نظام صدام حسين" (6 أبريل/نيسان 2006).
- بيتر ل. بيرغن، " عدو عدونا "، نيويورك تايمز (28 مارس/آذار 2006).
- هل أعطى السفير الروسي لصدام خطة الحرب الأمريكية؟ ايه بي سي نيوز، 23 مارس 2006.